# Club of Budapest
Il Club of Budapest è un'organizzazione internazionale, fondata nel 1993 da Ervin László, dedicata a sviluppare un nuovo modo di pensare e nuove etiche che aiuteranno ad affrontare i cambiamenti sociali, politici ed economici del XXI secolo.

## La Filosofia del Club
La filosofia del Club di Budapest è basata sulla realizzazione che le enormi sfide che l'umanità sta attualmente affrontando possono essere sconfitte solamente attraverso lo sviluppo di una coscienza culturale globale.
Il Club di Budapest si batte per i valori culturali e per il valore della/e cultura/e.
Il Club interpreta se stesso come un costruttore di ponti tra scienza e arte, etica ed economia, tra cognizione e realizzazione, tra vecchio e giovane, così come tra le differenti culture del mondo. 
Uno dei primi obiettivi del lavoro dei club è lo sviluppo di una "Nuova Etica".

## Membri onorari
Tra i membri onorari vi sono Óscar Arias Sánchez, Mihály Csíkszentmihályi, Tenzin Gyatso (Dalai Lama), Riane Eisler, Peter Gabriel, Vaclev Havel, Hazel Henderson, Hans Küng, Zubin Mehta, Mary Robinson, Mstislav Rostropovich, Desmond Tutu, Liv Ullman, Eli Wiesel e Betty Williams.

## Succursali nazionali
Il Club di Budapest correntemente ha succursali in: Austria, Brasile, Canada, Cina, Francia, Germania, Giappone, Hawaii, India, Italia, Messico, Samoa, Svizzera,  Stati Uniti d'America, Turchia, Ungheria e Venezuela.